# Castro Daire
Castro Daire ('kaʃtɾu 'daiɾ(ɨ)) è un comune portoghese di 16 990 abitanti situato nel distretto di Viseu.

## Società

### Evoluzione demografica
| Popolazione di Castro Daire (1801 – 2004) | Popolazione di Castro Daire (1801 – 2004) | Popolazione di Castro Daire (1801 – 2004) | Popolazione di Castro Daire (1801 – 2004) | Popolazione di Castro Daire (1801 – 2004) | Popolazione di Castro Daire (1801 – 2004) | Popolazione di Castro Daire (1801 – 2004) | Popolazione di Castro Daire (1801 – 2004) | Popolazione di Castro Daire (1801 – 2004) |
| ----------------------------------------- | ----------------------------------------- | ----------------------------------------- | ----------------------------------------- | ----------------------------------------- | ----------------------------------------- | ----------------------------------------- | ----------------------------------------- | ----------------------------------------- |
| 1801                                      | 1849                                      | 1900                                      | 1930                                      | 1960                                      | 1981                                      | 1991                                      | 2001                                      | 2004                                      |
| 2504                                      | 9603                                      | 21274                                     | 24076                                     | 25031                                     | 20411                                     | 18156                                     | 16990                                     | 16846                                     |

## Freguesias
- Almofala
- Cabril
- Castro Daire
- Cujó
- Gosende
- Mamouros, Alva e Ribolhos
- Mezio e Moura Morta
- Mões
- Moledo
- Monteiras
- Parada de Ester e Ester
- Pepim
- Picão e Ermida
- Pinheiro
- Reriz e Gafanhão
- São Joaninho